# Лугайд мак Кон
Лугайд мак Кон (давньоірл. Lugaid mac Con) — верховний король Ірландії. Роки правління: 173–203 роки н. е. (за хроніками Джеффрі Кітінга) або 195–225 роки н. е. (згідно з «Книгою Чотирьох Майстрів»). Його батько — Макніа Лугдах Мак (Macnia Lugdach Mac), мати — Садб інген Хунь (Sadb ingen Chuinn) — дочка колишнього верховного короля Ірландії Конн Сто Битв. Лугайд мак Кон належав до династії Корку Лойгде (Corcu Loígde), клану Дайріне (Dáirine).

## Прихід до влади
Після смерті Макніа, Садб одружилась з Айлілем Ауломом (давньоірл. Ailill Aulom) — королем Манстера, а Лугайд мак Кон став його прийомним сином. Епітет «мак Кон» перекладається як «син пса». Це прізвище він одержав внаслідок виховання в домі Еліора Дерга (Eloir Derg), який йому став названим батьком. Лугайд мак Кон і його зведені брати проти волі Айліля були союзниками Немеда мак Скройбкенна — короля Мунстера, який вбив колишнього верховного короля Ірландії Конайре Коема в битві під Грутіне. Під час правління верховного короля Ірланді Арта мак Куна (Арта Оенфера) сини Конайре перемогли і вбили Немеда мак Скройбкенна в битві під Кенфебрат. Лугайд був поранений в бою і висланий з Ірландії його прийомним батьком. Кілька років він був у вигнанні в Британії. Там він уклав спілку з одним з місцевих королів бритів Бенне Брітом і повернувся в Ірландію з армією іноземців. Відбулась битва під Маг Мукріме в Коннахті. Лугайд мак Кон переміг в битві і вбив верховного короля Ірландії Арта Оенфера мак Куна (Арта Самотнього) і зайняв престол верховних королів Ірландії.

## Правління і смерть
Лугайд мак Кон правив протягом тридцяти років, доки не був усунутий від влади Кормак мак Артом — сином Арта Самотнього, після того як Лугайд вчинив незаконні дії щодо стад овець, які належали Беннайд. Лугайд мак Кон втік у Манстер і спробував примиритися зі своїми родичами. Але його прийомний батько — Айліль Аулом, який досі був живий, не пробачив йому вбивство свого сина Еогана Мора і вкусив його отруйним зубом коли вони обнялися. Потім Айліль відправив філіда Ферхеса мак Комайна (давньоірл. Ferches mac Commáin) довершити помсту. Ферхес знайшов Лугайда помираючим — він стояв притулившись спиною до священного каменя і пробив його списом. Кормак мак Арт не зміг скористатися цим і зайняти трон ірландських королів. Він змушений був тікати в Коннахт, а трон верховних королів зайняв король Ольстера Фергус Дубдетах.

## Нащадки
Донині живуть нащадки короля Лугайд мак Кон — це люди з кланів О'Дрісколл, О'Леаріс, Коффейс, Флінс (давньоірл. O'Driscoll, O'Learys, Coffeys, Hennessys, Flynns) з графства Корк.